# 郭元昇
郭元昇（？年—？年），字開仲，廣東南海縣（今屬廣東省廣州市）人。明末清初文人。

## 生平
崇禎十五年（1642年）壬午科廣東鄉試第三名舉人。明亡後，隱居不出，教授生徒，一時名士多出其門。